# Cuerpo Superior de Policía
El Cuerpo Superior de Policía (CSP) fue una institución armada española, creada durante el periodo de la Transición y antecesora del actual Cuerpo Nacional de Policía. También fue conocido coloquialmente como Policía Secreta o simplemente la Secreta. Se les llegó a llamar despectivamente –sobre todo dentro del gremio policial– como «los chapas», por la forma en la que se identificaban mostrando la placa.

## Historia
Sus orígenes se encuentran en el Cuerpo General de Policía (CGP) de la época franquista, que el 4 de diciembre de 1978 se renombró como "Cuerpo Superior de Policía". Del antiguo CGP heredó buena parte del personal, y también mantuvo su estructura con ligeras modificaciones. Orgánicamente dependía del Ministerio del Interior, aunque directamente lo hiciera a través de la Dirección General de Seguridad (DGS). 
A mediados de los años 1980 el cuerpo se vio afectado por la existencia de una red mafiosa (la que se conoció como "mafia policial") compuesta por varios policías que actuaron al margen de la ley y en connivencia con delincuentes para la organización de atracos a joyerías; posteriormente, los policías corruptos se hacían con las propiedades robadas y las vendían ilegalmente. Toda esta red corrupta fue descubierta a raíz de las declaraciones a la justicia de un joyero, Federico Venero, lo que llevaría al desmantelamiento de la red y el procesamiento de los implicados. Junto a esta trama también estuvo relacionada la desaparición de Santiago Corella Ruiz "Nani", un delincuente común del que se perdió el rastro tras ser detenido por los polícias implicados en la organización de atracos. Su desaparición se acabó convirtiendo en un escándalo mediático.
El Cuerpo también sufrió de importantes deficiencias organizativas, de desorganización y la necesidad de una modernización interna, lo que impidió un desempeño óptimo en sus funciones. Esto llevó a que el entonces gobierno de Felipe González emprendiera una reorganización interna de los cuerpos policiales para mejorar su funcionamiento.
El Cuerpo Superior de Policía desapareció el 13 de marzo de 1986 con la Ley Orgánica de Fuerzas y Cuerpos de Seguridad, que creaba el Cuerpo Nacional de Policía (CNP) y suponía la unificación de los anteriores cuerpos policiales en el actual CNP.

## Divisas
Aunque el CSP prestaba sus servicios de paisano, para actos oficiales podían usar uniforme con las divisas de su categoría.
| España              |           |  |  |  |  |  |  |  |  |
| Comisario Principal | Comisario |  |  |  |  |  |  |  |  |
|                     |           |  |  |  |  |  |  |  |  |

| España       |                 |                 |                 |  |  |  |  |  |  |
| Subcomisario | Inspector de 1ª | Inspector de 2ª | Inspector de 3ª |  |  |  |  |  |  |
|              |                 |                 |                 |  |  |  |  |  |  |